# Smart power
Dans le domaine des relations internationales, le terme de smart power ou la puissance intelligente fait référence à la combinaison des stratégies de soft power et de hard power. 
Il est défini par le Center for Strategic and International Studies comme « une approche qui souligne la nécessité d'une armée forte, mais aussi d'alliances, de partenariats et d'institutions à tous les niveaux pour étendre l'influence américaine et établir la légitimité du pouvoir américain. »
Le concept de smart power, créé par les diplomates Joseph Nye et Suzanne Nossel a été officiellement défendu par la Secrétaire d'État Hillary Clinton qui affirmait que les États-Unis ne comptaient pas renoncer à leur puissance diplomatique et militaire mais voulaient rompre avec le discours messianique et le recours systématique à la coercition qui avaient caractérisé l'administration Bush.